# 코보코구
코보코구(Koboko)는 우간다 북서부에 위치한 구로, 행정 중심지는 코보코이며 인구는 131,604명(2002년 인구 조사 기준)이다.
행정 구역상으로는 북부 주에 속하며 1개 군(코보코 군)을 관할한다. 동쪽으로는 윰베 구, 남쪽으로는 마라차 구, 서쪽으로는 콩고 민주 공화국 동부 주, 북쪽으로는 남수단 중앙에콰토리아 주와 접한다.